# Maryan Wisnieski
Maryan Wisnieski, eigentlich Maryan Wisniewski, (* 1. Februar 1937 in Calonne-Ricouart/Département Pas-de-Calais; † 3. März 2022) war ein französischer Fußballspieler.

## Die Vereinskarriere
Der Nachkomme polnischer Einwanderer, Sohn eines Bergmanns, spielte als Jugendlicher auf der Rechtsaußenposition für die US Auchel, wo der benachbarte Racing Club Lens früh auf ihn aufmerksam wurde und den erst Sechzehnjährigen 1953 an sich band. Schon in dieser Saison bestritt er seine ersten Spiele in Frankreichs höchster Liga, und das so erfolgreich, dass das Auswahlkomitee des französischen Fußballverbands Wisnieski für das 36er-Aufgebot zur Fußball-Weltmeisterschaft 1954 nominierte, ihn dann allerdings zum endgültigen Meldetermin wieder strich. Aber schon in der Folgesaison gehörte der immer noch minderjährige Senkrechtstarter zur Stammformation bei Lens, das die Liga als Dritter abschloss, und er bestritt dann auch sein erstes A-Länderspiel. 1956 und 1957 wurde er mit seinem Team sogar jeweils Vizemeister, und 1955 und 1957 (mit 14 bzw. 17 Treffern) rangierte er auch in der Torjägerliste auf vorderen Plätzen. In den folgenden Jahren entwickelte er sich in einer eher mittelmäßigen Vereinself zu einem mannschaftsdienlichen Spieler, der die Sturmspitzen Oudjani und Lafranceschina mit Flanken und Vorlagen fütterte. Der nur 1,70 m große Flügelstürmer war technisch stark, schnell, beidfüßig und mit einem guten Blick für seine Mitspieler ausgestattet.
Gleichzeitig tat er sich in der Nationalmannschaft erfolgreich hervor (siehe unten); seine Leistung bei Frankreichs 5:2-Sieg über England, zu dem Maryan Wisnieski auch noch zwei Tore beisteuerte, veranlasste die Verantwortlichen von Sampdoria Genua, ihn 1963 um nahezu jeden Preis zu verpflichten – der Nordfranzose kam allerdings an der Riviera nicht zurecht und kehrte bereits 1964 nach Frankreich (zum amtierenden Meister AS Saint-Étienne) zurück, spielte ab 1966 noch drei Jahre für den FC Sochaux-Montbéliard, aber ein Titelgewinn gelang ihm auch dort nicht. Mit Sochaux erreichte er 1967 immerhin das einzige Finale im Landespokal in seiner 16 Jahre währenden Erstligakarriere. Es folgte 1969/70 noch ein letztes Jahr beim Zweitligisten FC Grenoble (nach einer anderen Quelle beim FC La Chaux-de-Fonds in der Schweiz).

### Stationen
- US Auchel (bis 1953)
- RC Lens (1953–1963)
- Sampdoria Genua (1963/64)
- AS Saint-Étienne (1964–1966)
- FC Sochaux (1966–1969)
- FC Grenoble (1969/70, in der D2)

## Der Nationalspieler
Zwischen April 1955 und April 1963 bestritt Maryan Wisnieski 33 Länderspiele für die Équipe Tricolore und erzielte dabei 12 Tore. Er gehörte bereits als Siebzehnjähriger zum vorläufigen Aufgebot für die Weltmeisterschaft 1954, wurde dann aber nicht in die Schweiz mitgenommen. Vier Jahre später hingegen, bei der WM 1958 in Schweden, bestritt er alle sechs Spiele der Bleus und trug nicht nur wegen seiner beiden Tore aktiv zu Frankreichs bis dahin größtem internationalen Erfolg, dem dritten Platz, bei. 1960 bestritt er auch beide Spiele bei der Endrunde der ersten Europameisterschaft für Nationalmannschaften.
Bei seinem ersten Einsatz im April 1955 gegen Schweden war er erst 18 Jahre und zwei Monate alt; damit ist er einer der jüngsten Debütanten in der französischen Nationalelf. Sein letztes Spiel im Nationaltrikot bestritt er 1963 gegen Brasilien, in dem Frankreich trotz eines Wisnieski-Tores die Revanche für das WM-Halbfinale 1958 knapp misslang (2:3). Zudem war er im Juli 1957 mit Frankreich Militärweltmeister geworden.

## Leben nach der Zeit als Spieler
Wisnieski war anschließend einige Jahre als Fußballtrainer tätig, unter anderem in Grenoble, Thiers und Carpentras. Ab 1976 arbeitete er als Repräsentant des Sportartikelherstellers Le Coq Sportif im Osten Frankreichs, ehe er in den Ruhestand eintrat. Er starb 2022 im Alter von 85 Jahren.

## Palmarès
- Französische Meisterschaft: Vizemeister 1956 und 1957 mit Lens
- Französischer Pokal: Finalist 1967 mit Sochaux
- 33 A-Länderspiele, 12 Tore; WM-Dritter 1958
- 415 Division-1-Einsätze, 113 Tore (277/93 für Lens, 48/12 für Saint-Étienne, 90/8 für Sochaux)
- Militärweltmeister 1957